# キモサベ社中
キモサベ社中（きもさべしゃちゅう）は、1980年代に活動したコントグループ。メインの3人の他にバックバンド2名の、5人編成である。

## メンバー
- キモサベ ポン太（きもさべ ぽんた。本名 是枝正彦。鹿児島県出身、1951年10月12日 - ）リーダー。
- キモサベ 又兵衛（きもさべ またべえ。本名 渡部由光。北海道出身、1950年4月10日 - 2022年9月7日、72歳没）
- キモサベ 菊之丞（きもさべ きくのじょう。本名 松崎正資。大分県出身、1953年3月9日 - ）
- 他にバックバンドとして2名在籍していた。

ポン太、又兵衛、菊之丞はいずれも劇団民藝に所属していた。
キモサベとはアメリカのテレビドラマ『ローン・レンジャー』に出てくるインディアンの方言で、「信頼のできる相棒」という意味である。

## 概要
1981年に結成。当初のメンバーはポン太、菊之丞、バックバンド2名と別の男性であり、ライブハウスで活動していた。その後、『お笑いスター誕生!!』のオーディションに受かったが、男性がテレビ出演を嫌がって脱退したため、代わりに又兵衛が入った。
バックバンド2名による音の演出を活かしたコントや、「水野晴郎の子ども電話相談室」などのラジオ番組ネタで笑いを取っていた。楽器は主にキーボードとギターで、ネタによって変わることもあった。
1982年に『お笑いスター誕生!!』へ出場。6週勝ち抜き、銀賞を獲得する。1983年にはサバイバルシリーズで優勝した。
菊之丞と又兵衛が、ポン太と不仲になり1984年に脱退。ポン太はバックバンドの1名と他2名でキモサベ社中を再結成したが、後に解散した。
キモサベポン太は俳優として活動するとともに、本名の是枝正彦名義で劇作家、演出家として活動。1988年に（有）パン・プランニングを結成し、多くの舞台を手掛けている。
キモサベ又兵衛は渡部又兵衛、キモサベ菊之丞は松崎菊也と名前を変え、ミュージカル劇団音楽座に所属していた有本まことと「キャラバン」を結成。1988年に解散後、「笑パーティー」、「ジョージボーイズ」と社会風刺コント集団「ザ・ニュースペーパー」を結成した。

## 受賞歴
- 1983年　『お笑いスター誕生!!』サバイバルシリーズ優勝